# Vilonya
Vilonya község Veszprém vármegyében, a Várpalotai járásban.

## Fekvése
A község a Dunántúli-középhegységhez tartozó Bakony-vidék Balaton-felvidékének kistájcsoportjába tartozik. Veszprémtől keletre, a Séd patak mentén található. Átlagos tengerszint feletti magassága 180-200 méter. Vilonya a Balatontól 8 kilométerre, a Mezőföld nyugati határánál, a Veszprém–Várpalota–Balatonfűzfő háromszögben, vagyis tájak, régiók találkozásánál terül el, s ennek megfelelően a környezete kis területen is igen változatos. Dolomitkopárok, karsztbokorerdők, telepített fenyvesek és hullámos felszínű szántók egyaránt jellemzik. Két fő tájképi nevezetessége a falun átkanyargó Séd patak és a Sukori-hegy, melynek kettős csúcsa a falu fölé magasodik. A település igazgatási rangja község, mely térségileg a Közép-dunántúli régió veszprémi kistérségéhez tartozik.
Legfontosabb útvonala a belterülete északi szélén kelet-nyugati irányban végighúzódó 7202-es út; ebbe a község keleti határvonalán torkollik be a Papkeszit Berhida térségével összekötő 7215-ös út. Érinti a települést a Lepsény–Veszprém-vasútvonal is, amelynek megállóhelye is volt a község és a szomszédos Királyszentistván határvidékén (Vilonya-Királyszentistván megállóhely), de a szakaszon 2007 óta szünetel a  személyforgalom.

## Demográfiai adatok
A település lélekszáma 637 fő.
Vallás: 
- római katolikus 49,8%;
- református 32,8%;
- evangélikus 2,9%;
- nem tartozik egyházhoz/felekezethez 5,4%;
- ismeretlen/nem válaszolt 8,6%.

Nemzetiségi kötődés: 
- magyar 96,5%;
- román 0,5%;

ismeretlen/nem válaszolt 3,5%.
Kisebbségi önkormányzat: – . (Forrás: A Magyar Köztársaság Helységnévtára, KSH, Budapest; 2003.)

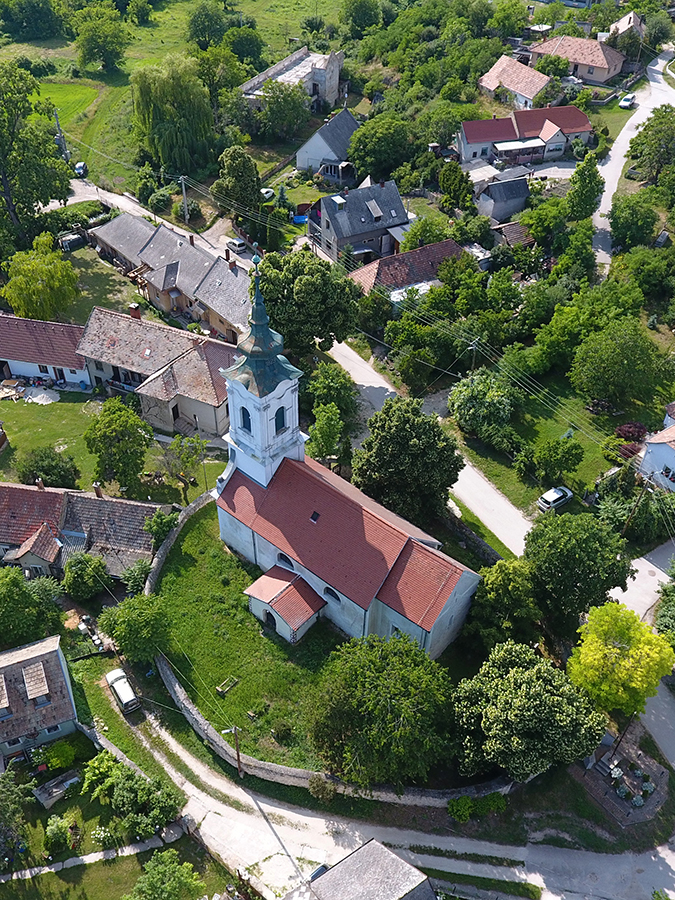
Vilonya, erődített templom – légi fotó

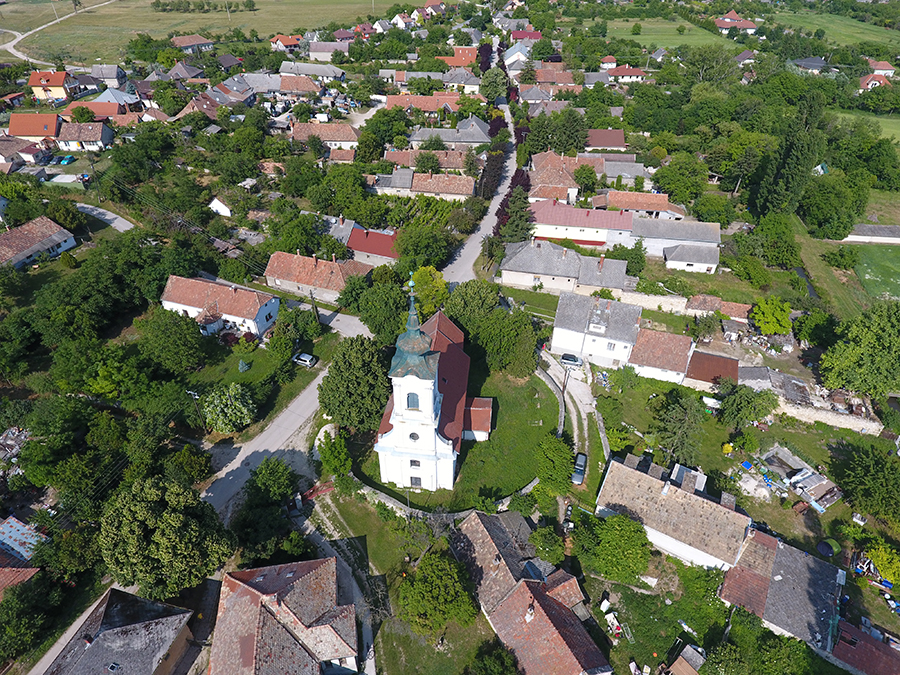
Vilonya, erődített templom – légi felvétel

## Vilonya története, ökológiai jellemzése
A Vilonya helységnév első említése 1481-re tehető Wynyola néven, elsődleges névváltozata talán a Vanyola névvel kapcsolható össze. A részletek még tisztázatlanok. A Vilonya elnevezéssel csak a 16-17. század környékétől találkozhatunk.
A Sukorói-hegy dolomitszikláira épült falu erdős, köves, karsztos területen fekszik, határán átfolyik a Séd-patak. 1908-ban, I. Ferenc József magyar király innen nézte végig a Hajmáskéren zajló hadgyakorlatot; azóta a hegyet Királylátónak is mondják. A Séd vizén két malom működött, amelyek közül az egyik jobbágyi kézen volt. Határában két szőlőhegy áll, a Berty és a Kishegy. A község szőlőtermesztése már a 16. században jelentős volt, ugyanis a település fekvésének geomorfológiai adottságai változatos termőhely-típusokat eredményeztek. A terület juhtenyésztésre alkalmas. A lakosság jellemzően mindig paraszti foglalkozású volt, akik terményeiket a közeli Veszprémben értékesítették. A falu a 16. században a fehérvári préposté volt, majd a század közepén Palota végvárához csatolták. 1559-ben Thury György arra kérte a királyt, hogy íródeákjának, Alistáli Mártonnak adományozza Papkeszi és Vinyola falvakat. 1650-től a Zichy család birtokolja. A palotai officiálisok az urbáriumon felül ingyen szedték a jobbágyok javait, nem fizettek nagy mennyiségű rekvirált a takarmányért sem. A kolonusok mind kevésbé gondozták szőlőiket, ezért azok az 1700-as évek közepétől fokozatosan kipusztultak. A szántóföldek szintén megmunkálatlanok maradtak, egyre kevesebb lett az igásállat a településen. Ilyen viszonyok között Vilonya telkeinek fele lakatlanná vált ebben az időszakban.
A lakosság röghöz kötött, örökös jobbágy volt, melynek jogszolgálati fórumául 1540-től mindvégig a palotai úriszék szolgált. A 18. században a lakossága túlnyomórészt református vallású volt, a kevés számú római katolikus lakos fíliaként, Öskühöz tartozott. A községben ősrégi alapítású római katolikus iskolakápolna működik a mai napig. A 19. században a falu sorsa a környékbéli községekhez hasonlóan alakult. Peremarton, Berhida iparosodása a községre is hatással volt. Amíg azonban a szomszéd településeken az iparosodás alapvető változást hozott, addig Vilonyán 1941-ben a lakosság kb. 50%-a próbált megélni az iparból. Ennek oka a viszonylag erős kis- és középparaszti réteget. Ők alapították meg az 1945. utáni években a helyi termelőszövetkezetet, amely az 1960-70-es években egyesült a papkeszi, majd a kenesei szövetkezettel. Fő ágazatként a juhászatra specializálódtak, ennek megfelelően alakult ki a helyi ipar is, 1923-ban bőrgyár alakult.
A nagyüzemi mezőgazdaság és a helyi ipar felgyorsította a település fejlődését. Kultúrház, orvosi rendelő épült, villamosították a községet, majd 1970-ben a vízvezeték-hálózat is elkészült. Új lakótelep épült Újtelep néven. Papkeszi, Királyszentistván és Vilonya községek a tanácsrendszer idején közös községi tanácsot hoztak létre, melynek igazgatási feladatait Papkeszi látta el. Az 1990-ben megtartott önkormányzati választásoktól 2014-ig 8 tagú képviselő-testület látta el a falu képviseletét és irányítását.
A település életében az 1990-es évektől kezdve fejlődés figyelhető meg a vezetékes gázrendszer-, illetve a telefonhálózat bővítése kapcsán. Ez a fejlődés az 1996-2002-ig terjedő időszakban stagnált. Vilonya 2003. január 1-jével Berhida várossal alapított körjegyzőséget. Ez a váltás ismét új változásokat hozott maga után: a még 1996-ban tervbe vett szennyvízcsatorna-beruházás megvalósulásával új útburkolathoz jutott a község. Ugyanakkor a régen eltervezett telekkialakítás, mely a falu elöregedését hivatott megakadályozni, azóta is állandó akadályokba ütközik.
Napjainkban település csinosítása, az élhetőbb környezet kialakítása, kulturális rendezvényeken az összetartozás erősítése jelenti a fő feladatot.

## Közélete

### Polgármesterei
- 1990–1994: Horváth Endre (független)[5]
- 1994–1998: Sándor Ferenc (független)[6]
- 1998–2001: Devecsery József (független)[7]
- 2001–2002: Kovács János (független)[8][9]
- 2002–2006: Kovács János (független)[10]
- 2006–2010: Kovács János (független)[11]
- 2010–2014: Fésüs Sándor (független)[12]
- 2014–2019: Fésüs Sándor (független)[13]
- 2019–2024: Fésüs Sándor (független)[14]
- 2024– : Fésüs Sándor (független)[1]

A településen 2001. október 21-én időközi polgármester-választást tartottak, az előző polgármester lemondása miatt.

## Népesség
A település népességének változása:
| Lakosok száma | 637  | 630  | 615  | 648  | 705  | 675  | 678  |
|               | 2013 | 2014 | 2015 | 2021 | 2022 | 2023 | 2024 |

A 2011-es népszámlálás során a lakosok 91,1%-a magyarnak, 1,9% cigánynak, 1,1% németnek, 0,3% szlováknak mondta magát (8,9% nem nyilatkozott; a kettős identitások miatt a végösszeg nagyobb lehet 100%-nál). A vallási megoszlás a következő volt: római katolikus 37%, református 18,4%, evangélikus 1,3%, felekezeten kívüli 11,6% (31,8% nem nyilatkozott).
2022-ben a lakosság 90,9%-a vallotta magát magyarnak, 0,4% örménynek, 0,4% cigánynak, 0,3% németnek, 0,1% görögnek, 4,5% egyéb, nem hazai nemzetiségűnek (8,9% nem nyilatkozott; a kettős identitások miatt a végösszeg nagyobb lehet 100%-nál). Vallásuk szerint 20,1% volt római katolikus, 12,5% református, 0,9% evangélikus, 0,3% görög katolikus, 1,8% egyéb keresztény, 1% egyéb katolikus, 17,2% felekezeten kívüli (45,8% nem válaszolt).

## Vilonya nevezetességei
- A település legrégebbi épített emléke az Árpád-kori református erődtemplom, mely a 12-13. században épült gótikus stílusban. A törökdúlás idején végbement nagy pusztítás okozta károkat csak az 1720-as években tudták helyrehozni. Szentélye egyenes záródású, melyet kőből készült dongás boltozattal fedtek be. A templom hajójának eredetileg is lapos mennyezete lehetett, tornya valószínűleg nem volt, a mostanit 1796-ban építették. A templom alatt feltáratlan építmények vannak. 1728 körül létesült kazettás mennyezetét a település 1901 körül múzeumnak adta el.
- A Séd patak partján, több helyen malmok és azok maradványai emlékeztetnek a XVII-XIX. században itt virágzott mezőgazdaságra és iparra. A községben egy vízimalom tekinthető meg eredeti berendezésével.
- Vilonya földrajzi helyzetéből adódóan könnyen elérhető a természetet kedvelőknek a Balaton, Balaton-felvidék és a Bakony, míg az egyéb, kulturális és gazdasági kapcsolatokat keresőknek Veszprém közelsége lehet szimpatikus. Vilonya ideális hely a pihenni vágyóknak, s mindazoknak, akik a Balaton északkeleti régióját szeretnék megismerni, felderíteni.

## Vilonya község intézményei
- Önkormányzat
- Az önkormányzati használatban lévő két tantermes általános iskola, mely oly sok generációt szolgált ki, visszakerült az egyház tulajdonába, így 2000-ben a község által finanszírozott nagy beruházás kapcsán új iskolaépület került átadásra. Azóta ez az új épület ad helyet az általános iskolának és óvodának is. A biztonságos működés érdekében Berhida és Vilonya települések intézményfenntartó társulást hoztak létre. Az iskolás gyermekek 1-4 osztályig a vilonyai tagiskolában, a felső tagozatosok a Peremarton-gyártelepen található II. Rákóczi Ferenc Általános Iskolában, mint anyaintézményben folytathatják tanulmányaikat. Az óvodás korú gyermekek nevelése a vilonyai óvodában biztosított.
- A község egészségügyi ellátása is Berhidával közös. Védőnői, háziorvosi és gyermekorvosi ellátás biztosított.
- Művelődési ház, ahol a községi könyvtár és az állami támogatással megvalósult eMagyarország Pont is megtalálható. A könyvtár az Eötvös Károly Megyei Könyvtárral együttműködésben működik.

## Vilonya híres szülöttei
- Pap Gábor (1827–1895) református püspök, országgyűlési képviselő
- Mészáros György (1951) festő

## Események
Február: Farsang – óvodások és iskolások jelmezes felvonulása, zenés est.

Március: Nőnapi műsor és bál

Április: Férfinapi bál

Május: 1-jén, majális az erdőben – labdarúgótorna, gyerekeknek sorverseny

Utolsó vasárnap: gyereknap. Bohóc Kupa és sportnap

Június: A harmadik hétvégéjén falunap – „Séd party”

Augusztus: Utolsó vasárnapján búcsú – mise, kirakodóvásár

Szeptember: Bohóc Kupa és sportnap

Október: Szüreti bál

December: Falukarácsony – óvodások, iskolások, nyugdíjasok, civil szervezetek műsora

## Civil szervezetek
Rendezvények szervezésében és lebonyolításában aktívan részt vállalnak önszerveződő csoportok, akik a lakossághoz viszonyított létszámarányukat tekintve kimagaslanak a régióban.
- Férfi dalkör,
- Iskolai Szülői Munkaközösség,
- Nyugdíjas Klub,
- Óvodai Szülői Munkaközösség,
- Vilonyai Népdalkör,
- Vilonyáért Egyesület,
- Vilonyai kispályás labdarúgócsapat.

## Vilonya testvértelepülése
- Nyitracsehi, Nyitra megye

## Képgaléria

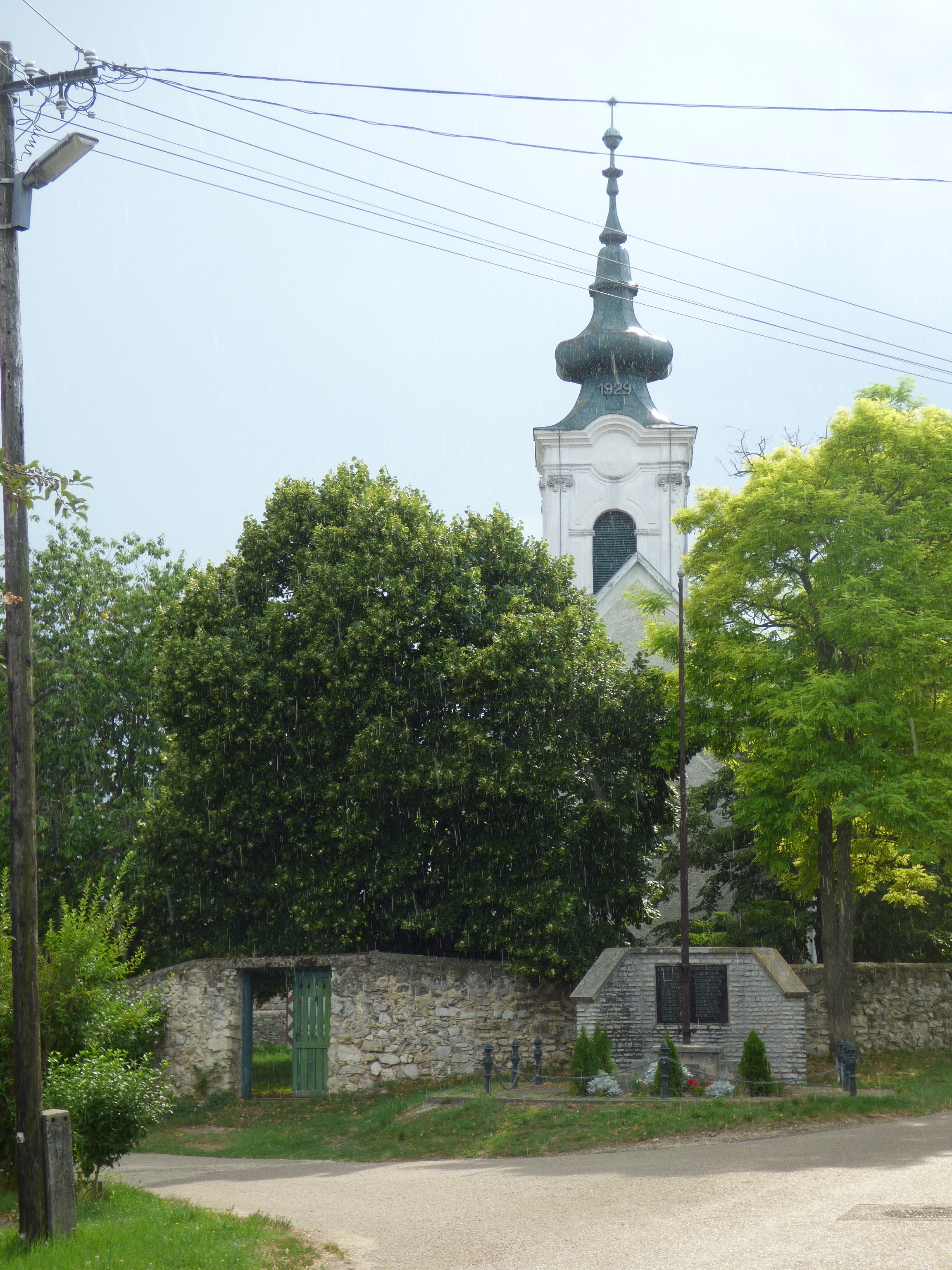
A református templom a hősi emlékművel
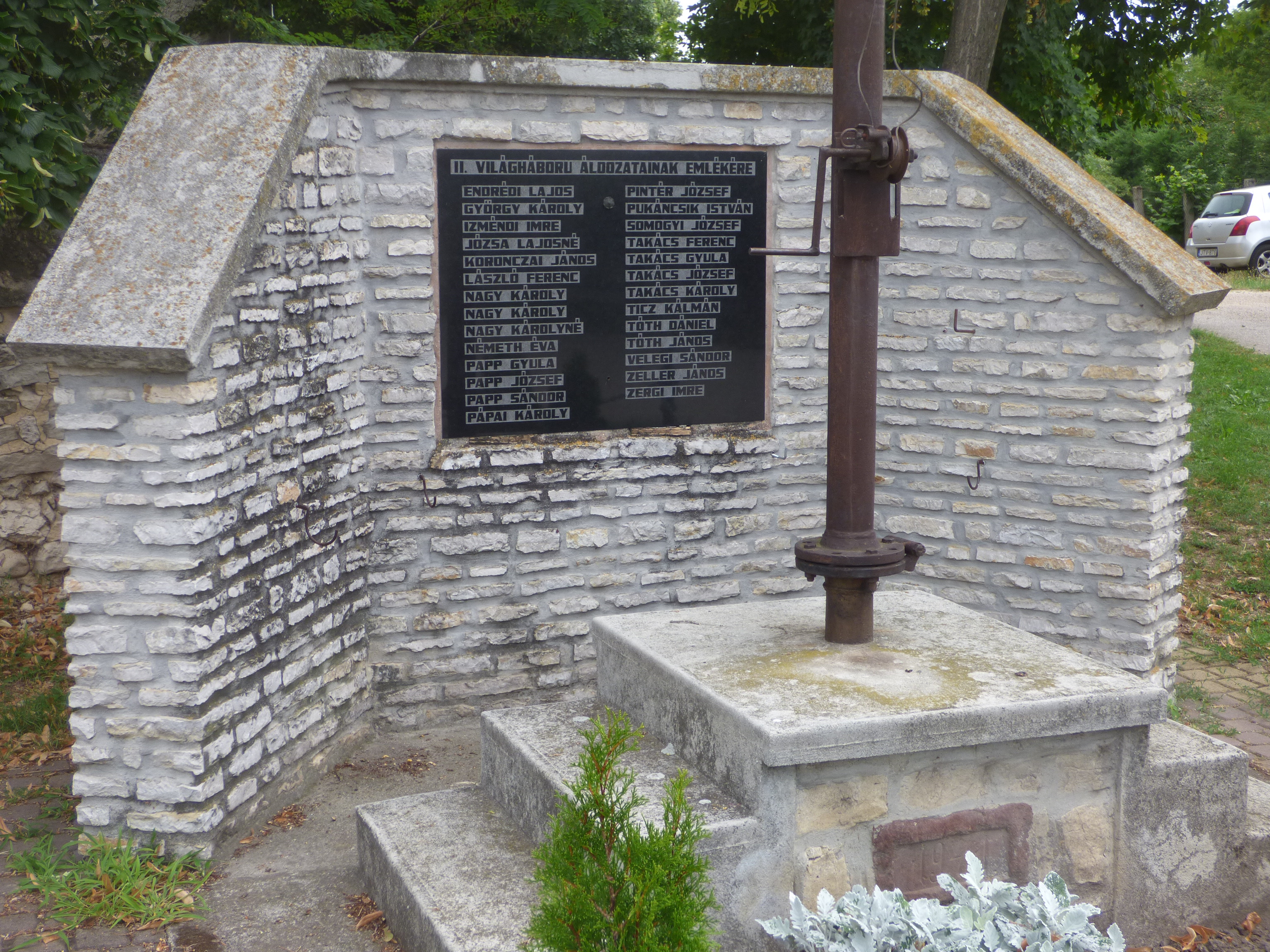
Hősi emlékmű
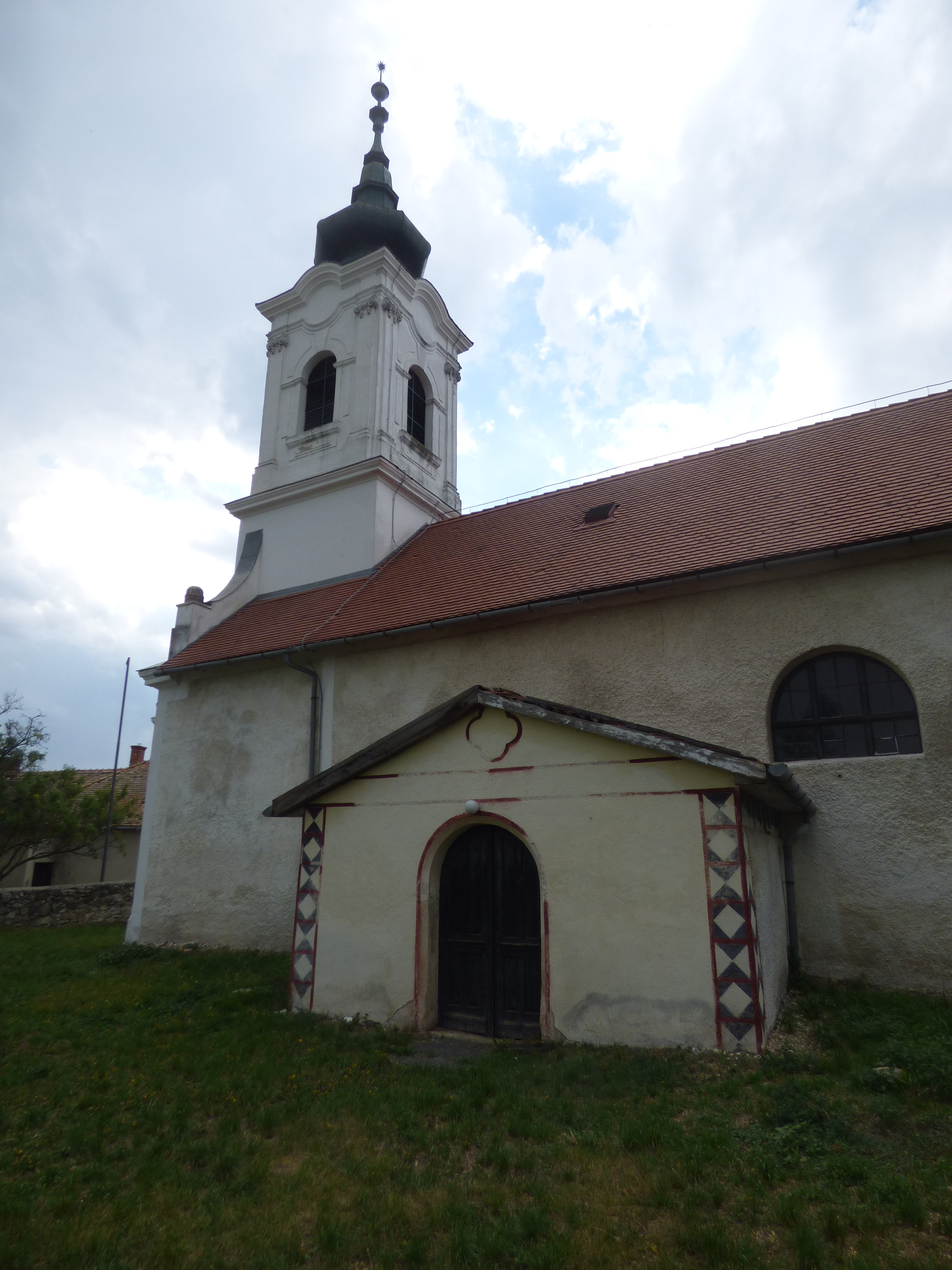
A református templom déli homlokzata
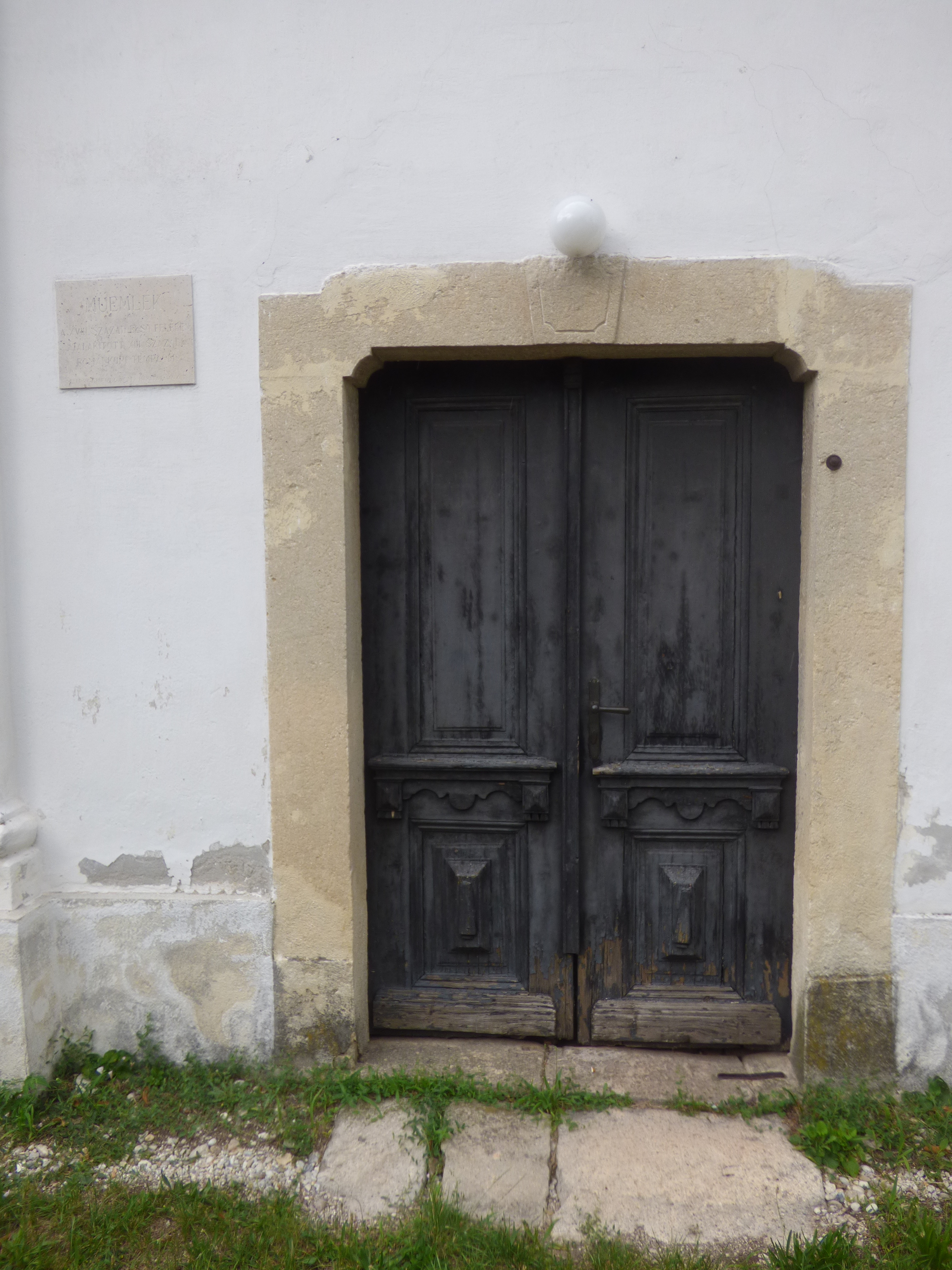
A templom nyugati bejárata
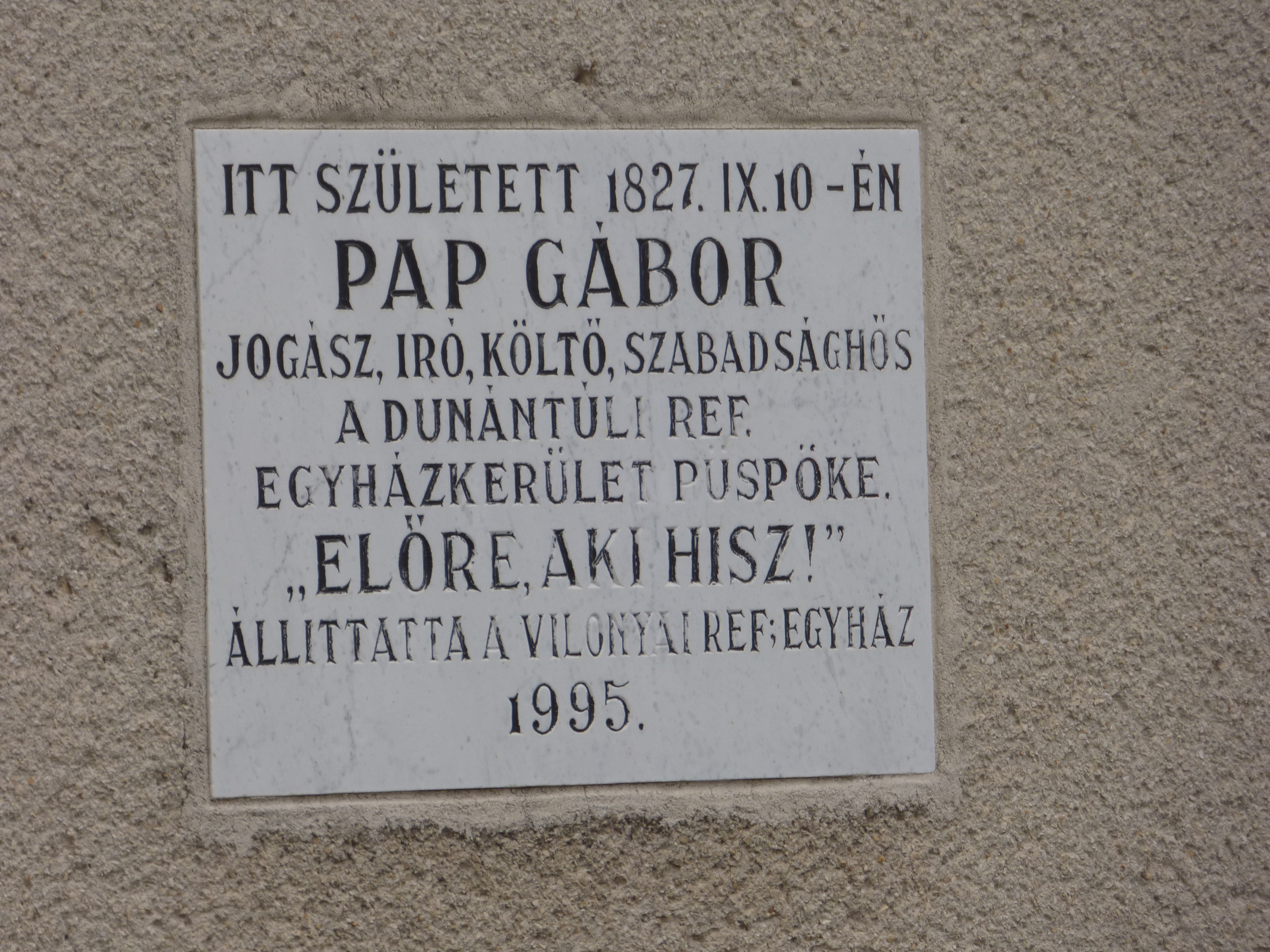
Emléktábla Pap Gábor püspök szülőházán
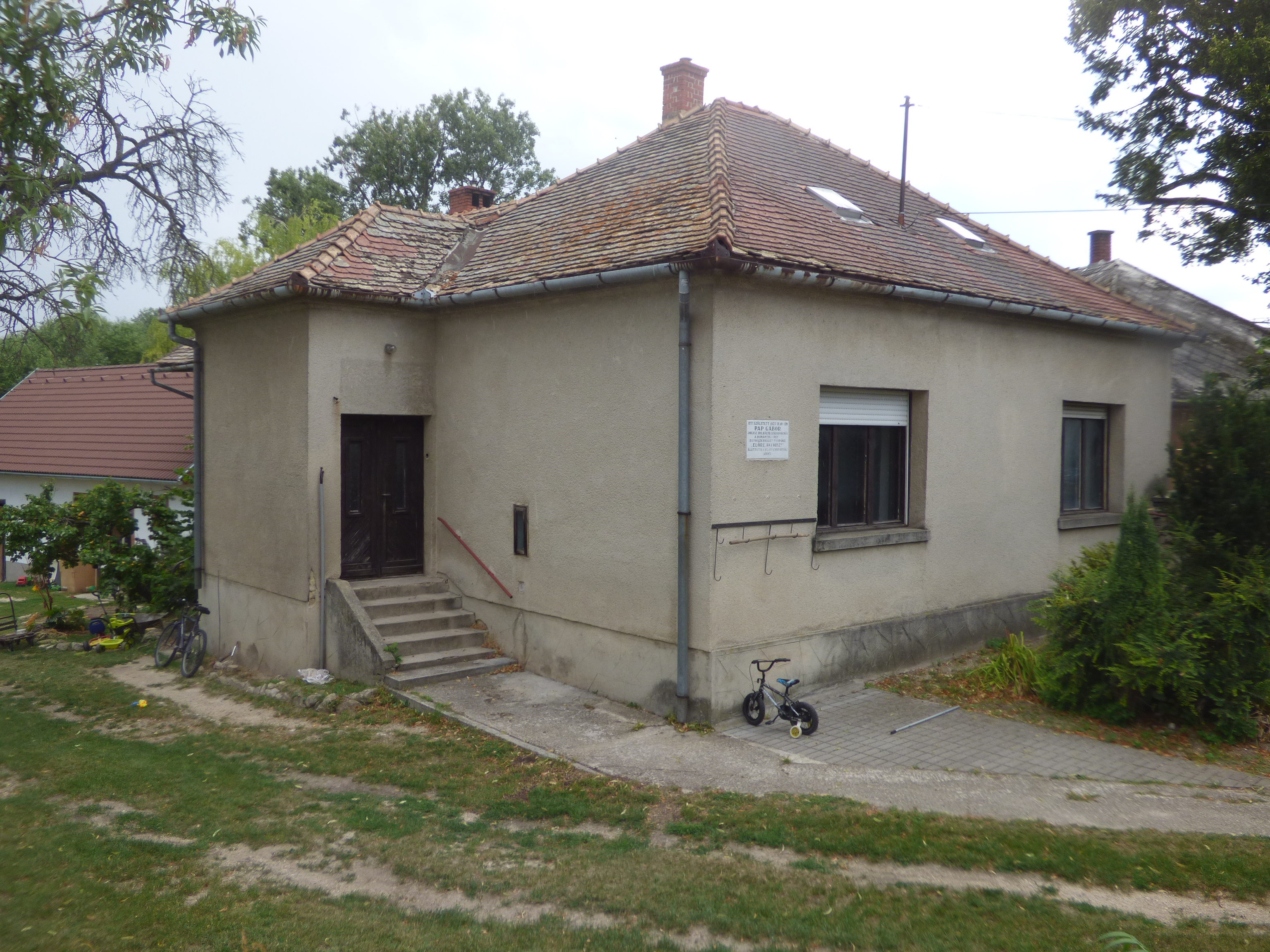
Pap Gábor püspök szülőháza
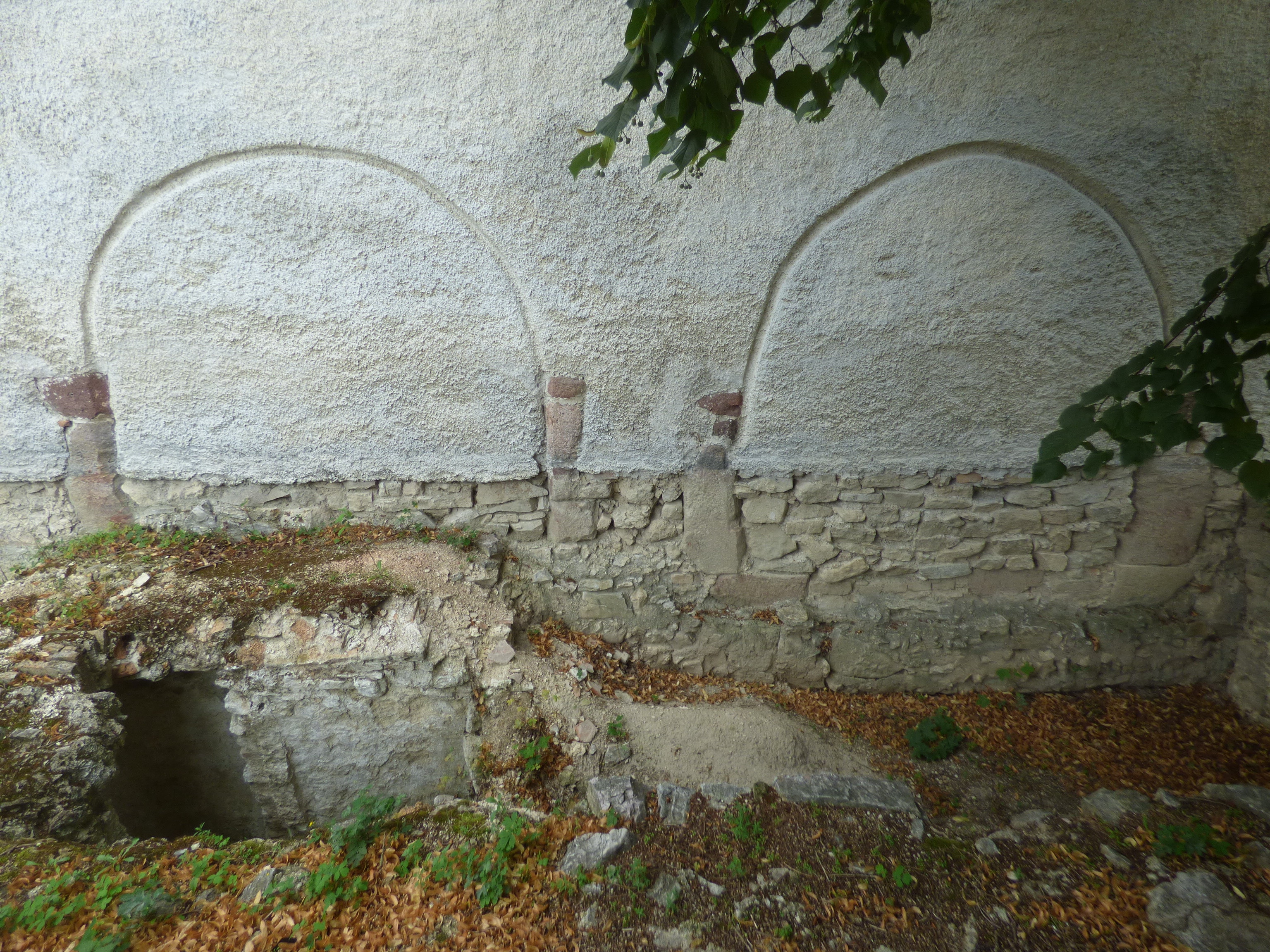
Épületromok a templom északi falai mellett
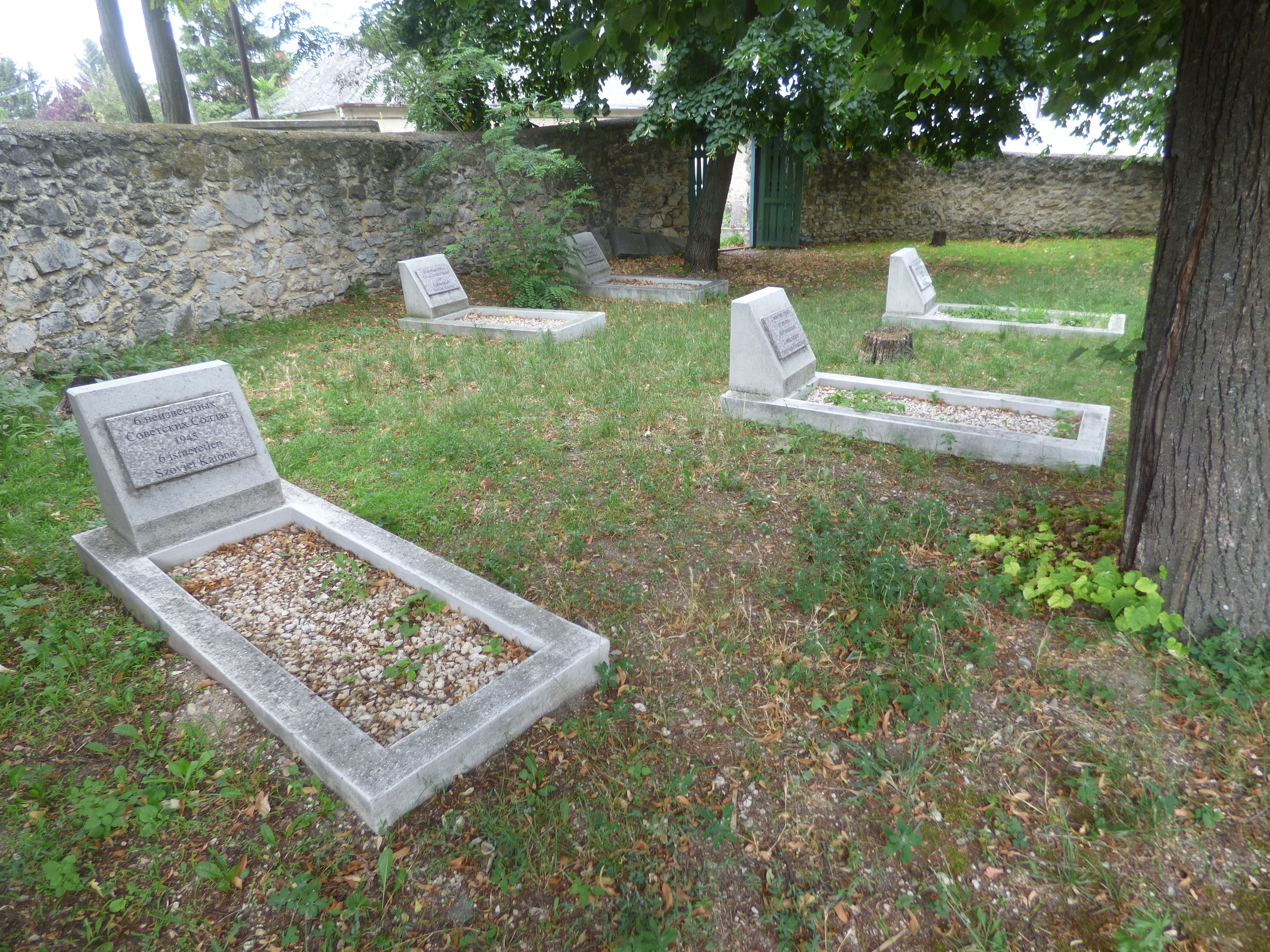
Szovjet katonai sírok a templom kertjében